# IARD
| Sigles de 2 caractères   |
| Sigles de 3 caractères   |
| ► Sigles de 4 caractères |
| Sigles de 5 caractères   |
| Sigles de 6 caractères   |
| Sigles de 7 caractères   |
| Sigles de 8 caractères   |

IARD est le sigle de « Incendie, Accidents et Risques Divers »,. Il est utilisé dans le monde de l’assurance pour désigner les assurances relatives à la protection des biens, en opposition avec l’assurance de personnes.

## Description
L'assurance de biens couvre les biens matériels : locaux (assurance habitation), véhicules (assurance automobile), meubles, équipements, stocks, etc. Elle protège contre les incendies, les vols, les accidents et autres dommages involontaires.